# Chùa Giám
Chùa Giám (tên chữ là Nghiêm Quang Tự) (chữ Hán: 嚴光寺) là một ngôi chùa thuộc xã Cẩm Sơn, huyện Cẩm Giàng, Hải Dương. Đây là công trình Phật giáo độc đáo chỉ có duy nhất ở Việt Nam.

## Hành chính
Chùa Giám tên chữ là "Nghiêm Quang Tự". Căn cứ vào 2 tấm bia kí Chính Hòa năm 17 "Bính Tý niên 1696", Chính Hòa thứ 22 "Tân Tỵ niên 1701", chùa Giám (Cẩm Sơn) trước đây thuộc tổng An Trang, phủ Thượng Hồng, trấn Hải Dương, nay là xã Định Sơn, huyện Cẩm Giàng, tỉnh Hải Dương.
Xã Cẩm Sơn trước đây thuộc huyện Lương Tài, Bắc Ninh, đến năm 1897 thời Pháp thuộc thay đổi địa giới hành chính chuyển về huyện Cẩm Giàng, tỉnh Hải Dương, do đó có khắc chữ ở quả chuông đồng và cột chùa ghi là An Trang xã, Lương Tài huyện, Bắc Ninh.

## Tưởng niệm, xây dựng và được xếp hạng

### Tưởng niệm
Chùa Giám là nơi thờ, tưởng niệm vị Thánh thuốc Nam - Đại danh y Thiền sư Tuệ Tĩnh. Chùa được xây dựng từ thời Lý và được Tuệ Tĩnh trùng tu, tôn tạo vào thế kỷ 14.

### Xây dựng
Đến cuối thế kỷ 17, đầu thế kỷ 18, chùa được xây dựng lại với quy mô lớn theo kiểu "nội công, ngoại quốc".

### Được xếp hạng
Chùa được xếp hạng di tích quốc gia năm 1974.

## Bảo vật quốc gia có từ cuối thế kỷ 17
Bảo vật quốc gia có từ cuối thế kỷ 17 tại ngôi chùa Giám,  thuộc xã Cẩm Sơn, huyện Cẩm Giàng, Hải Dương chính là tòa Cửu Phẩm Liên Hoa – Cối kinh.
Tòa Cửu phẩm được sơn son thiếp vàng với những nét hoa văn có giá trị thẩm mĩ cao. Tòa Cửu phẩm được đặt trên ngõng đá tựa ổ bi. Vào ngày lễ Phật, mọi người đẩy cây cửu phẩm quay một cách nhẹ nhàng. Trên các tầng hoa sen có 144 pho tượng ở 54 lần cánh sen, tầng trên cùng có tượng A-di-đà. Cửu phẩm liên hoa còn được lưu giữ nguyên bản kiến trúc cổ và là một trong ba tòa Cửu phẩm (chùa Bút Tháp - Bắc Ninh, chùa Đồng Ngọ - Thanh Hà - Hải Dương) có giá trị đặc biệt về nghệ thuật điêu khắc và trang trí ở nước ta.
Năm 2016, tòa Cửu Phẩm Liên Hoa của chùa Giám được công nhận là bảo vật quốc gia.
Theo quan niệm của Phật giáo, cứ quay một vòng tháp Cửu Phẩm Liên Hoa thì lời trì tụng sẽ được nhân lên thành 3.542.400 lần, để người niệm mau đạt tới chính quả.

## Ý nghĩa của Cửu Phẩm Liên Hoa
Cửu Phẩm Liên Hoa không chỉ mang thông điệp từ bi, vị tha, bác ái của đạo Phật, mà còn thể hiện sự phát triển của dòng thiền Trúc Lâm Yên Tử ở nước ta. Sự hiện diện của các tòa tháp Cửu phẩm liên hoa ở Việt Nam một lần nữa khẳng định nghệ thuật điêu khắc đỉnh cao ở Việt Nam vào cuối thế kỷ 17, 18.